# Javier Aguirre (regista)
Javier Aguirre Fernández, noto come Javier Aguirre (San Sebastián, 13 giugno 1935 – Madrid, 4 dicembre 2019), è stato un regista, sceneggiatore e direttore della fotografia spagnolo di origine basca.
Era padre della regista Arantxa Aguirre, avuta con la prima moglie Enriqueta Carballeira. In seconde nozze sposò l'attrice Esperanza Roy, con la quale rimase legato fino alla morte.
Diresse quasi ottanta film, tra cui molti documentari e cortometraggi, soprattutto nella prima parte della sua carriera. In seguito si fece un nome prevalentemente nel genere horror, oltre ad aver lavorato anche come direttore della fotografia, sceneggiatore e produttore di alcune pellicole.

## Filmografia parziale
- Pierna creciente, falda menguante (1970)
- I diabolici amori di Nosferatu (El gran amor del conde Drácula) (1972)
- El asesino está entre los trece (1973)
- Il mostro dell'obitorio (El jorobado de la Morgue) (1973)
- El mejor regalo (1975)
- Rocky Carambola (1979)
- La monja alférez (1987)